# Mollerussa
Mollerussa és un municipi de Catalunya capital de la comarca del Pla d'Urgell.
El terme municipal forma una conurbació amb el Palau d'Anglesola, Golmés (barri del Codís), Miralcamp i Fondarella. Mollerussa té una superfície de 7,08 km² i una població de 15.301 habitants (2023). És el municipi amb més densitat de població de la província de Lleida. La ciutat està comunicada per l'autovia A2 i té una estació de la línia de ferrocarril Lleida-Manresa.
El patró de Mollerussa és Sant Isidori màrtir de Quios, anomenat a la població Sant Isidori (Els catòlics celebren la festa el 15 de maig i els ortodoxos el 14 del mateix mes). La Festa Major se celebrava fins a l'any 1974, el dia 15 de maig, però es va acordar que se celebrés el tercer divendres i dissabte del mes de maig, passat el 15 d'aquest més.
L'esdeveniment més conegut és el Concurs dels vestits de paper, on diferents modistes i dissenyadors (professionals i amateurs) presenten les seves creacions (sempre vestits fets de paper) en una "passarel·la" que se celebra al teatre de l'Amistat, normalment un dissabte de la setmana de Santa Llúcia.
També és molt important la fira de Sant Josep - una de les més importants de Catalunya del seu ram- especialitzada en maquinària agrícola, la qual és una evolució de les antigues fires de bestiar.

## Geografia
- Llista de topònims de Mollerussa (Orografia: muntanyes, serres, collades, indrets..; hidrografia: rius, fonts...; edificis: cases, masies, esglésies, etc).

## Història

### Primera menció
La primera menció escrita de Mollerussa, data de l'any 1079, - Mulieruciam- document en el qual els comtes de Barcelona (Ramon Berenguer II i Berenguer Ramon II) donen a Berenguer Gombau d'Anglesola un territori, perquè sigui reconquerit, repoblat, fortificat, etc. Mollerussa, com bona part de l'actual comarca del Pla d'Urgell, pertanyia a la casa d'Anglesola, els quals eren feudataris del comte de Barcelona. Els almoràvits eren una secta islàmica originària del Sàhara, i eren fanàtics religiosos. Van passar a la península Ibèrica i van tornar a conquerir llocs que anteriorment havien estat islàmics. Una d'aquestes lluites, podria ser que hagués estat a Mollerussa, una batalla, entre el comte Ermengol V i els almoràvits, en la qual morí Ermengol d'Urgell, l'any 1102. D'altres autors localitzen aquesta batalla en algun punt del regne de Castella.

### Orígens de Mollerussa
Un possible origen de Mollerussa estaria en uns Vilars. Els Vilars és un topònim del municipi del qual se'n parlava en un document del 1157, ja que és el nom d'una partida del terme municipal que actualment perviu a Mollerussa. Etimològicament, Vilar prové del llatí tardà Villare. Una altra possibilitat estaria, en un hostal o casa de postes al camí ral de Barcelona a Lleida,

#### Senyors Feudals
El 1210, Mollerussa deixa de figurar entre les possessions dels Anglesola, i sembla que la família Sassala passa a obtenir-ne la possessió en temps del rei Jaume, és a dir, que devia passar a la casa dels Sassala a partir del 1213. Però no va ser fins al 1419 quan Mollerussa passa a la casa dels Olzinelles.

#### Bisbat de Vic
La veritable restauració de parròquies i centres religiosos s'acabava el 1150 després de la reconquesta de Lleida, per aquest motiu el bisbat de Vic arribà fins a Sidamon i fins i tot alguns pobles tarragonins. Les parròquies més occidentals eren Sidamon, Miralcamp, Golmés i Mollerussa. Mollerussa va dependre del bisbat de Vic fins al 1597, que va passar, definitivament, al bisbat de Solsona.

#### Vegueria de Tàrrega
La vegueria era una organització administrativa i territorial a Catalunya que tenia jurisdiccions governatives, judicials i administratives. Es tractava d'una autoritat delegada de la corona, per això en alguns aspectes. Els pobles, estaven sotmesos a la jurisdicció reial a través del veguer, per altra part també estaven sotmesos a la jurisdicció del senyor de Mollerussa. En cas de guerra, en conflictes de jurisdicció entre batlles, s'havia d'estar sota la jurisdicció del veguer. El batlle era qui representava l'autoritat i els interessos del senyor del poble, que abans d'obtenir el seu càrrec havia de passar una sèrie de requisits com ara els besamans i l'homenatge al senyor corresponent. Mollerussa va pertànyer a la veguera de Tàrrega.

### La Revolució industrial (finals delseglexixi principis del XX)
L'arribada del ferrocarril (1861) i la seva situació geogràfica central van fer de la població seu de l'administració del nou canal d'Urgell i del Sindicat de Regants, fets decisius en el desenvolupament dels sectors comercials i de serveis. Segons Miquel Polo, la Fira de Sant Josep es celebra des del 1885. L'octubre de 1880 s'inaugura el col·legi de les Germanes Carmelites de la Caritat. El 1900 es crea l'empresa "La Forestal de Urgel", a instància presentada per Josep Duran i Ventosa. El 1902, es va construir el ferrocarril de via estreta Mollerussa-Balaguer per al transport de mercaderies, sobretot remolatxa, i per assortir la Sucrera del Segre, ubicada a Menàrguens. El tren sortia de Mollerussa i passava per El Palau d'Anglesola, El Poal, Bellvís i Térmens -d'on sortia un ramal fins a Menàrguens- Vallfogona de Balaguer i Balaguer. Un dels seus fundadors va ser l'industrial barceloní Manuel Bertrand el 1902. L'any 1904 va arribar l'aigua potable a les cases particulars de Mollerussa i el maig del mateix any es va inaugurar la primera font pública. L'octubre de 1905, comença a funcionar el col·legi de sant Josep, més conegut com La Salle, dirigit pels germans de les escoles cristianes. El 1934 es funda l'empresa, casa Granja Castelló, dedicada al tractament i embotellament de la llet.

#### Creixement
L'any 1960, arran de la mecanització del camp, comença una nova era per la Fira de Sant Josep. La maquinària agrícola augmenta la seva presència, en detriment del bestiar. Es crea una nova institució independent. El Sr. Leopoldo Segarra Garrabou, assumeix el càrrec de director de la Fira de Sant Josep.
El 1973 es van iniciar les obres d'unes càmeres frigoríques per la fruita, ubicades a la carretera de Mollerussa al Palau d'Anglesola, iniciativa de l'empresari Sr. Francesc Argilés i la seva empresa Nufri S.L. El 7 de gener de 1974 es va concedir una llicència a Miquel Pujol Oliva per instal·lar una fàbrica dedicada a la fabricació de pretensats, que amb el temps esdevindria Prefabricats Pujol.
Des de l'any 1975, Mollerussa té el títol de ciutat, per Decret i publicat al BOE. El curs escolar 1980-1981 es va inaugurar el primer institut de Batxillerat, que a partir de l'any 1984 es va anomenar "Terres de Ponent". El 20 de març de 1983, el delegat d'esports de la Generalitat, Sr. Vilaseca, va inaugurar el primer pavelló poliesportiu de Mollerussa. El 16 de març de 1988, el Parlament de Catalunya, en sessió plenària, aprovava unànimement, la creació de la nova comarca del Pla d'Urgell, amb setze municipis, una superfície de 307'4 quilòmetres quadrats i una població (segons cens de 1986) de 28.673 habitants, amb capital a Mollerussa. La temporada futbolística 1988-1989, el Club de Futbol Joventut Mollerussa va jugar a Segona divisió A, fita mai no aconseguida per cap club d'un municipi similar a Mollerussa. El 1989 s'inaugura el saló Autotrac. El 1995, s'inaugura el saló Autotardor.

## Política

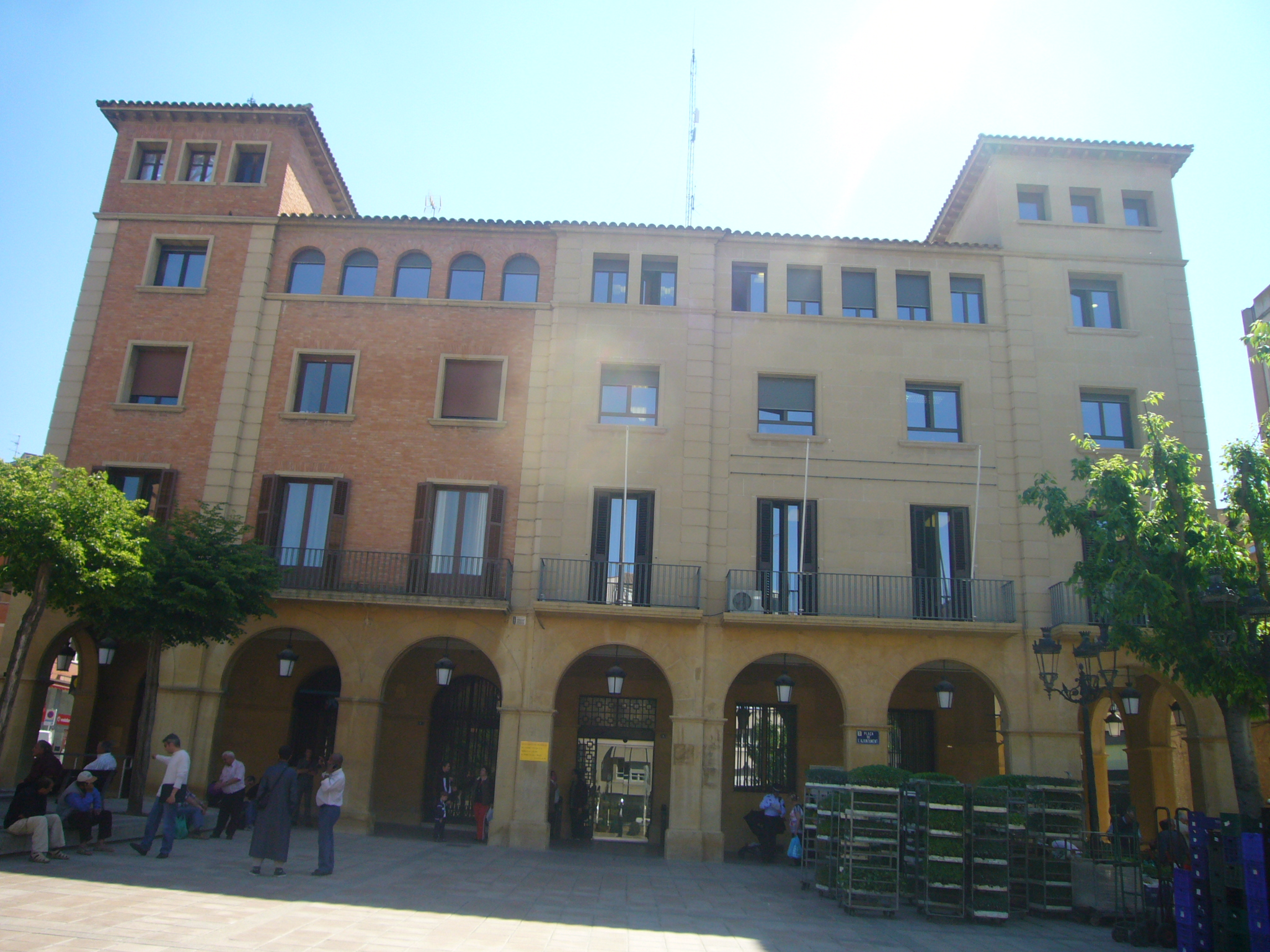
Mollerussa. Casa de la Vila

A les eleccions municipals de 2019 es van donar aquests resultats:
| Partit polític                    | Vots  | Percentatge | Regidors |
| --------------------------------- | ----- | ----------- | -------- |
| Junts per Catalunya               | 2.727 | 49,6%       | 9        |
| Esquerra Republicana de Catalunya | 1.369 | 29,9%       | 5        |
| PSC                               | 722   | 13,13%      | 2        |
| PP                                | 299   | 5,44%       | 1        |
| Ciutadans                         | 148   | 2,69%       | 0        |

A les eleccions municipals de 2023 es van donar aquests resultats:
| Partit polític                      | Vots | Percentatge | Regidors |
| ----------------------------------- | ---- | ----------- | -------- |
| Mollerussa Primer - Ara Pacte Local | 952  | 19,93%      | 4        |
| Junts per Catalunya                 | 941  | 19,7%       | 4        |
| Esquerra Republicana de Catalunya   | 872  | 18,26%      | 3        |
| PSC                                 | 642  | 13,44%      | 2        |
| CUP                                 | 620  | 12,98%      | 2        |
| PP                                  | 480  | 10,05%      | 2        |
| VOX                                 | 160  | 3,35%       | 0        |

L'actual composició del ple municipal és:
- Mollerussa Primer: Marc Solsona (alcalde), Pere Garrofé, Anna Carné i Raquel Pueyo.
- Junts per Catalunya: Raül Aguilar, Rosalia Carnicé, Romy Balagué i Josep Maria Garrofé.
- Esquerra Republicana de Catalunya: Engelbert Montalà, Leticia Carné i Manel Solé.
- Partit dels Socialistes de Catalunya: Joel Bastons i Alonso Soria.
- Candidatura d'Unitat Popular: Castell Cots i Pol Chumillas.
- Partit Popular: Joan Simeon i Miquel Àngel Balao.

### Llista d'alcaldes des de les eleccions democràtiques de 1979
| Alcalde              | Inici del mandat | Fi del mandat | Partit | Partit       |
| Joan Roca Llardén    | 1979             | 1983          |        | CiU          |
| Magí Carné Tella     | 1983             | 1987          |        | CiU          |
| Josep Grau Seris     | 1987             | 1999          |        | CiU          |
| Antoni Bosch Miquel  | 1999             | 2007          |        | CiU          |
| Teresa Ginestà Riera | 2007             | 2010          |        | PSC          |
| Marc Solsona Aixalà  | 2010             | -             |        | CiU JxCAT MP |

## Clima
| Dades climàtiques a Mollerussa                  | Dades climàtiques a Mollerussa | Dades climàtiques a Mollerussa | Dades climàtiques a Mollerussa | Dades climàtiques a Mollerussa | Dades climàtiques a Mollerussa | Dades climàtiques a Mollerussa | Dades climàtiques a Mollerussa | Dades climàtiques a Mollerussa | Dades climàtiques a Mollerussa | Dades climàtiques a Mollerussa | Dades climàtiques a Mollerussa | Dades climàtiques a Mollerussa | Dades climàtiques a Mollerussa |
| Mes                                             | gen                            | febr                           | març                           | abr                            | maig                           | juny                           | jul                            | ag                             | set                            | oct                            | nov                            | des                            | anual                          |
| ----------------------------------------------- | ------------------------------ | ------------------------------ | ------------------------------ | ------------------------------ | ------------------------------ | ------------------------------ | ------------------------------ | ------------------------------ | ------------------------------ | ------------------------------ | ------------------------------ | ------------------------------ | ------------------------------ |
| Màxima rècord °C (°F)                           | 21.0 (69.8)                    | 22.0 (71.6)                    | 27.0 (80.6)                    | 30.0 (86)                      | 36.0 (96.8)                    | 40.0 (104)                     | 43.0 (109.4)                   | 42.0 (107.6)                   | 39.0 (102.2)                   | 32.0 (89.6)                    | 25.0 (77)                      | 20.0 (68)                      | 43.0 (109.4)                   |
| Màxima mitjana °C (°F)                          | 8.5 (47.3)                     | 12.3 (54.1)                    | 16.0 (60.8)                    | 18.7 (65.7)                    | 23.1 (73.6)                    | 28.0 (82.4)                    | 32.0 (89.6)                    | 31.3 (88.3)                    | 26.7 (80.1)                    | 20.6 (69.1)                    | 13.1 (55.6)                    | 8.9 (48)                       | 20.0 (68)                      |
| Mitjana diària °C (°F)                          | 3.8 (38.8)                     | 6.3 (43.3)                     | 9.3 (48.7)                     | 11.8 (53.2)                    | 16.2 (61.2)                    | 20.5 (68.9)                    | 23.9 (75)                      | 23.7 (74.7)                    | 19.8 (67.6)                    | 14.5 (58.1)                    | 8.0 (46.4)                     | 4.6 (40.3)                     | 13.6 (56.5)                    |
| Mínima mitjana °C (°F)                          | −0.8 (30.6)                    | 0.2 (32.4)                     | 2.5 (36.5)                     | 4.9 (40.8)                     | 9.2 (48.6)                     | 13.1 (55.6)                    | 15.9 (60.6)                    | 16.1 (61)                      | 13.0 (55.4)                    | 8.4 (47.1)                     | 2.9 (37.2)                     | 0.4 (32.7)                     | 7.2 (45)                       |
| Mínima rècord °C (°F)                           | −18.0 (−0.4)                   | −10.0 (14)                     | −8.0 (17.6)                    | −4.0 (24.8)                    | 0.0 (32)                       | 3.0 (37.4)                     | 8.0 (46.4)                     | 8.0 (46.4)                     | 3.0 (37.4)                     | −3.0 (26.6)                    | −9.0 (15.8)                    | −10.0 (14)                     | −18.0 (−0.4)                   |
| Precipitació mitjana mm (polzades)              | 23.9 (0.941)                   | 13.4 (0.528)                   | 26.7 (1.051)                   | 38.0 (1.496)                   | 53.7 (2.114)                   | 35.6 (1.402)                   | 10.3 (0.406)                   | 23.6 (0.929)                   | 48.3 (1.902)                   | 42.4 (1.669)                   | 35.5 (1.398)                   | 26.0 (1.024)                   | 373.9 (14.72)                  |
| Mitjana de dies de precipitació                 | 6.6                            | 4.3                            | 4.5                            | 6.4                            | 7.5                            | 5.2                            | 2.5                            | 3.7                            | 4.2                            | 5.9                            | 6.3                            | 7.2                            | 64.3                           |
| Mitjana de dies de gelada                       | 20.1                           | 15.0                           | 7.9                            | 2.6                            | 0.1                            | 0.0                            | 0.0                            | 0.0                            | 0.0                            | 0.5                            | 9.2                            | 16.0                           | 71.4                           |
| Font: meteocat.cat (climatologia per comarques) |                                |                                |                                |                                |                                |                                |                                |                                |                                |                                |                                |                                |                                |

## Demografia
El creixement econòmic de les darreres dècades ha anat acompanyat d'un augment de la població de la ciutat que l'han convertit en una de les principals ciutats de la província amb clara rivalitat amb Balaguer i Tàrrega.
D'ençà que va començar el segle xxi, la localitat ha experimentat una forta immigració d'estrangers, especialment musulmans, que l'han convertit en el segon municipi de la província de Lleida amb més estrangers.
L'alta població contrasta amb l'escàs terme municipal, fet que ha provocat que Mollerussa tingui més densitat de població que grans ciutats com Saragossa o Lleida.
Pels motius del creixement de població, expansió urbanística, desenvolupament industrial i de comerç, riquesa agrícola i l'òptima posició geogràfica, l'any 1975 li fou concedit el títol de "Ciutat" al municipi.
| 1497 f | 1515 f | 1553 f | 1717 | 1787 | 1857 | 1877 | 1887  | 1900  | 1910  |
| ------ | ------ | ------ | ---- | ---- | ---- | ---- | ----- | ----- | ----- |
| 34     | 30     | 30     | 132  | 193  | 967  | 996  | 1.464 | 1.759 | 1.940 |

| 1920  | 1930  | 1940  | 1950  | 1960  | 1970  | 1981  | 1990  | 1992  | 1994  |
| ----- | ----- | ----- | ----- | ----- | ----- | ----- | ----- | ----- | ----- |
| 3.015 | 3.185 | 3.290 | 3.705 | 4.848 | 6.685 | 8.349 | 8.792 | 9.012 | 9.012 |

| 1996  | 1998  | 2000  | 2002   | 2004   | 2006   | 2008   | 2010   | 2012   | 2014   |
| ----- | ----- | ----- | ------ | ------ | ------ | ------ | ------ | ------ | ------ |
| 9.400 | 9.477 | 9.581 | 10.184 | 11.087 | 12.569 | 13.675 | 14.733 | 14.729 | 14.963 |

| 2016   | 2018   | 2020   | 2022   | 2024   | 2026 | 2028 | 2030 | 2032 | 2034 |
| ------ | ------ | ------ | ------ | ------ | ---- | ---- | ---- | ---- | ---- |
| 14.585 | 14.740 | 14.649 | 14.730 | 15.544 | -    | -    | -    | -    | -    |

## Llocs d'interès
- Parc Municipal
- Espai Cultural del Canal d'Urgell
- Ajuntament de Mollerussa
- Museu de Vestits de Paper[25]
- Teatre l'Amistat
- Capella de Sant Isidori
- Església de Sant Jaume
- Edifici de la Casa Canal

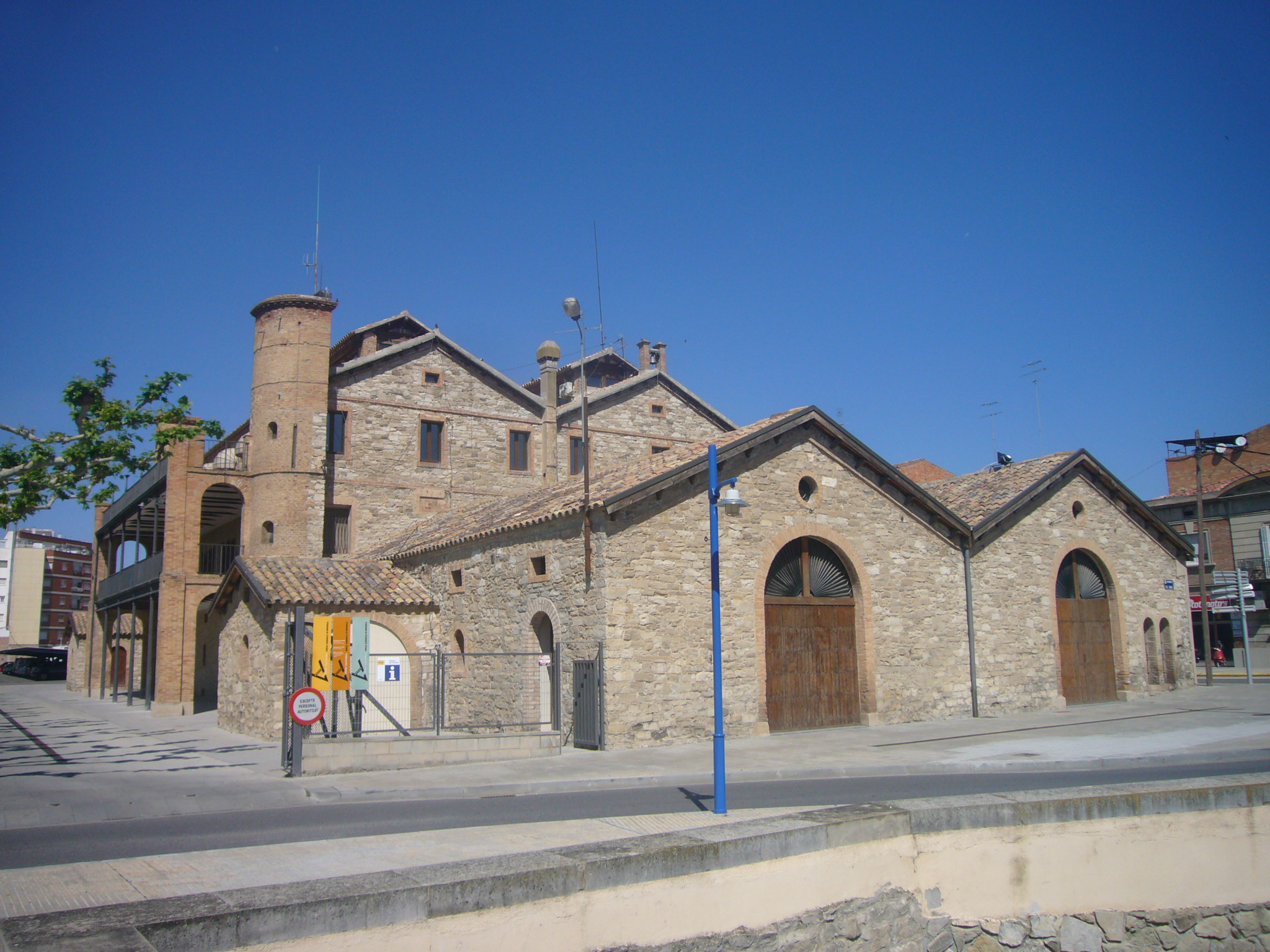
Casa del Canal d'Urgell, seu de l'Espai Cultural del Canal d'Urgel

- Cal Niubó - Consell Comarcal del Pla d'Urgell
- Mercat municipal de Mollerussa
- La Serra
- Arxiu Comarcal del Pla d'Urgell

## Galeria fotogràfica

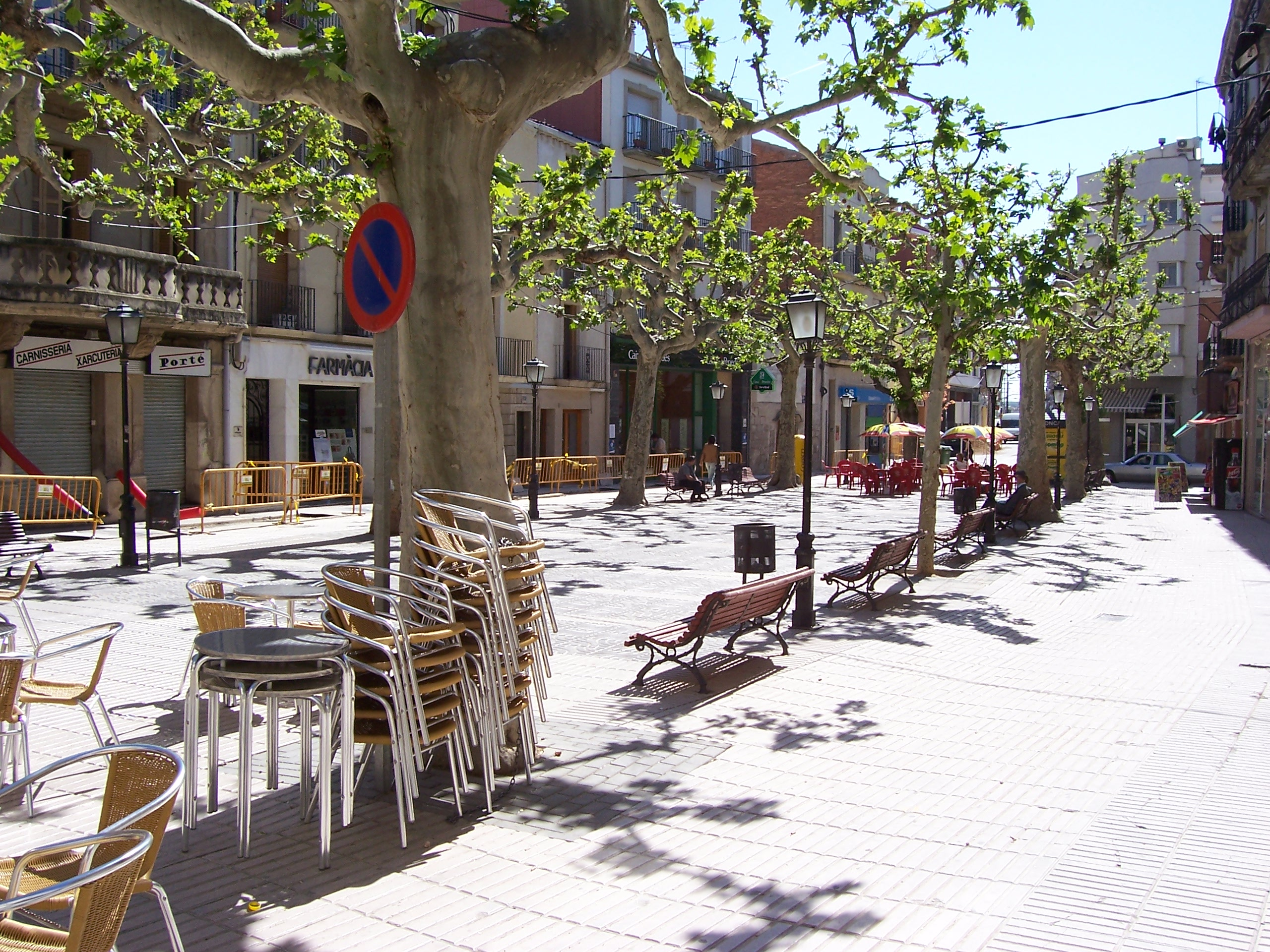
Plaça Major
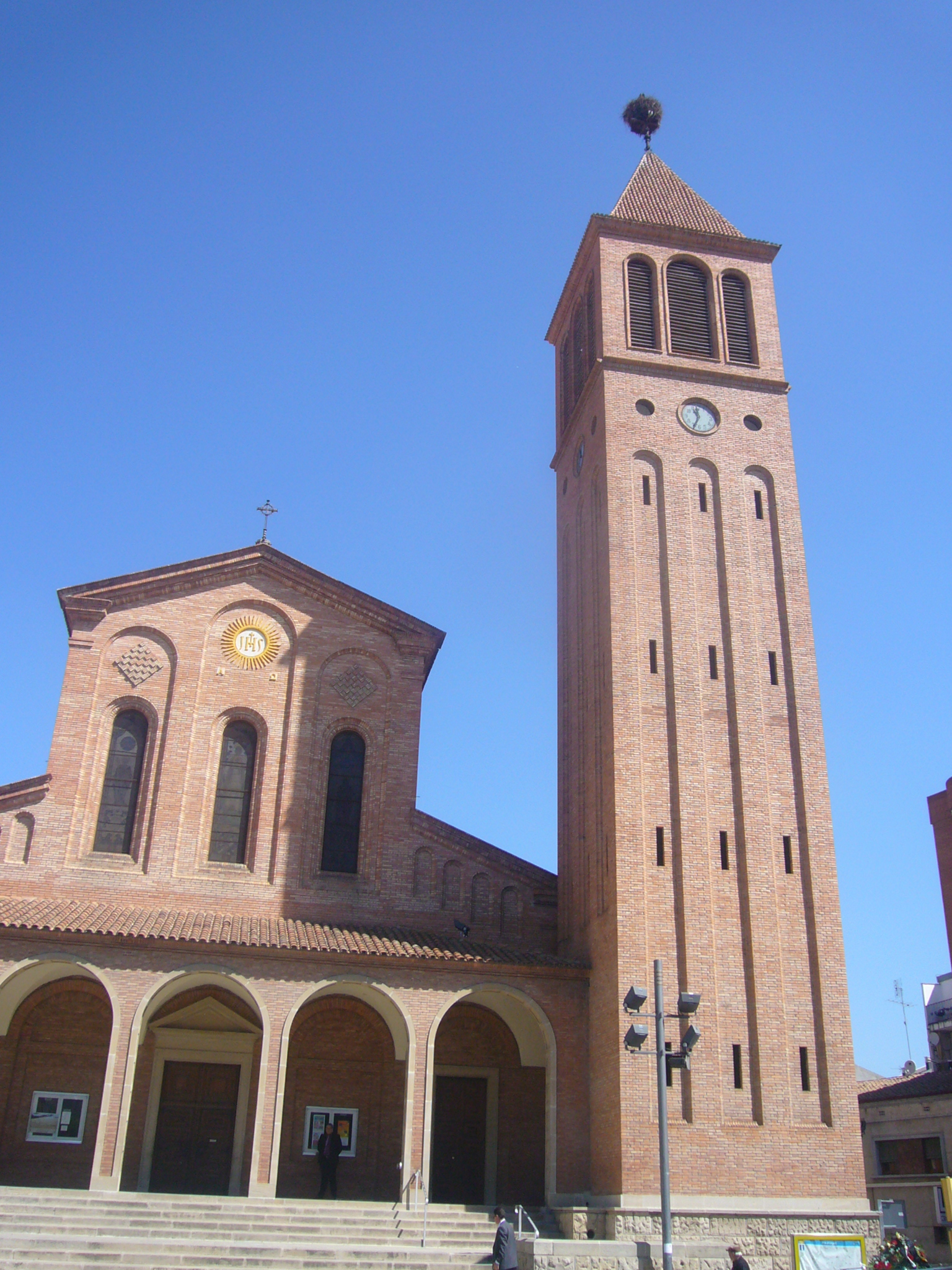
Església de Sant Jaume
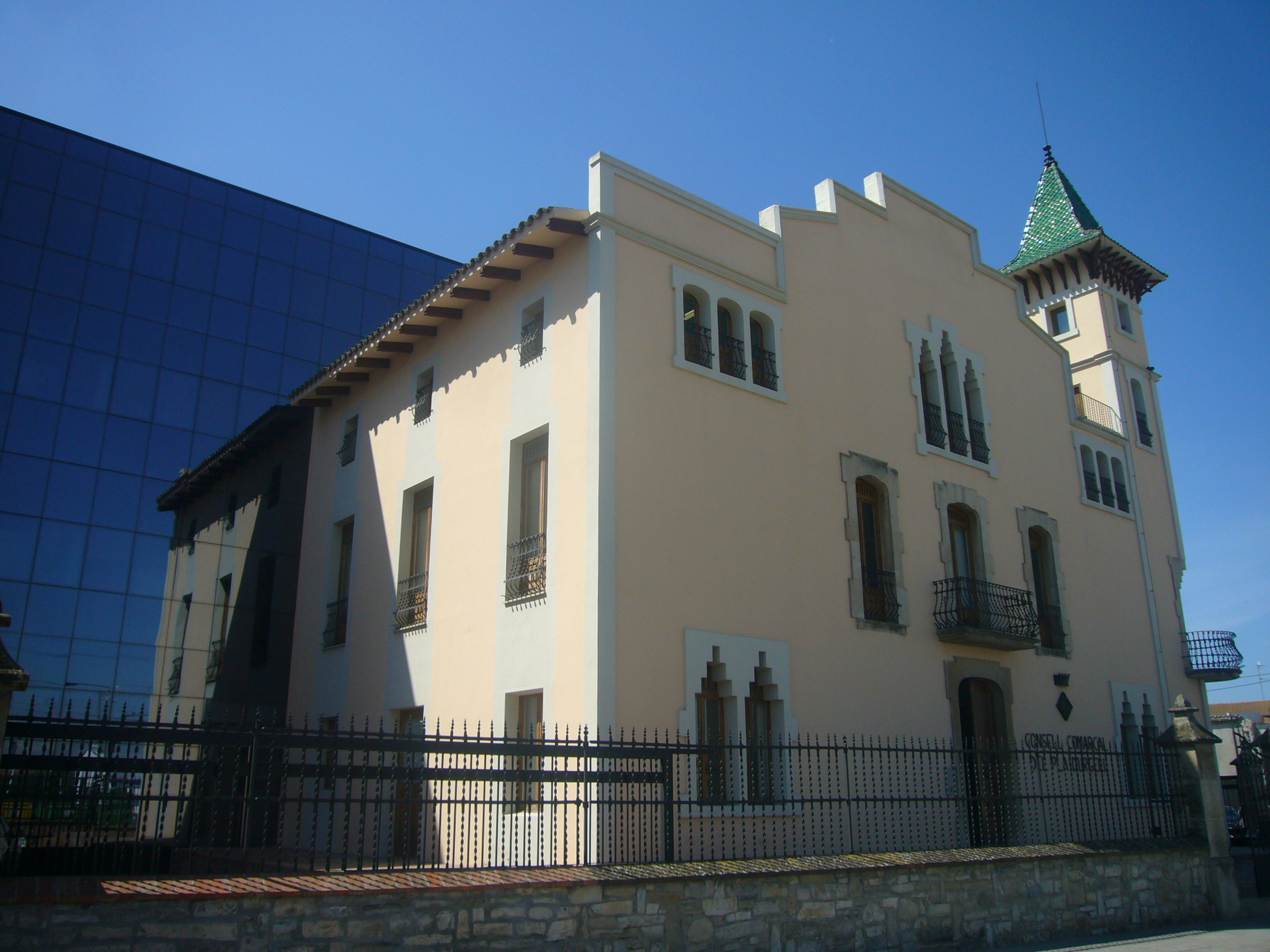
Cal Niubó, edifici modernista seu del Consell Comarcal del Pla d'Urgell
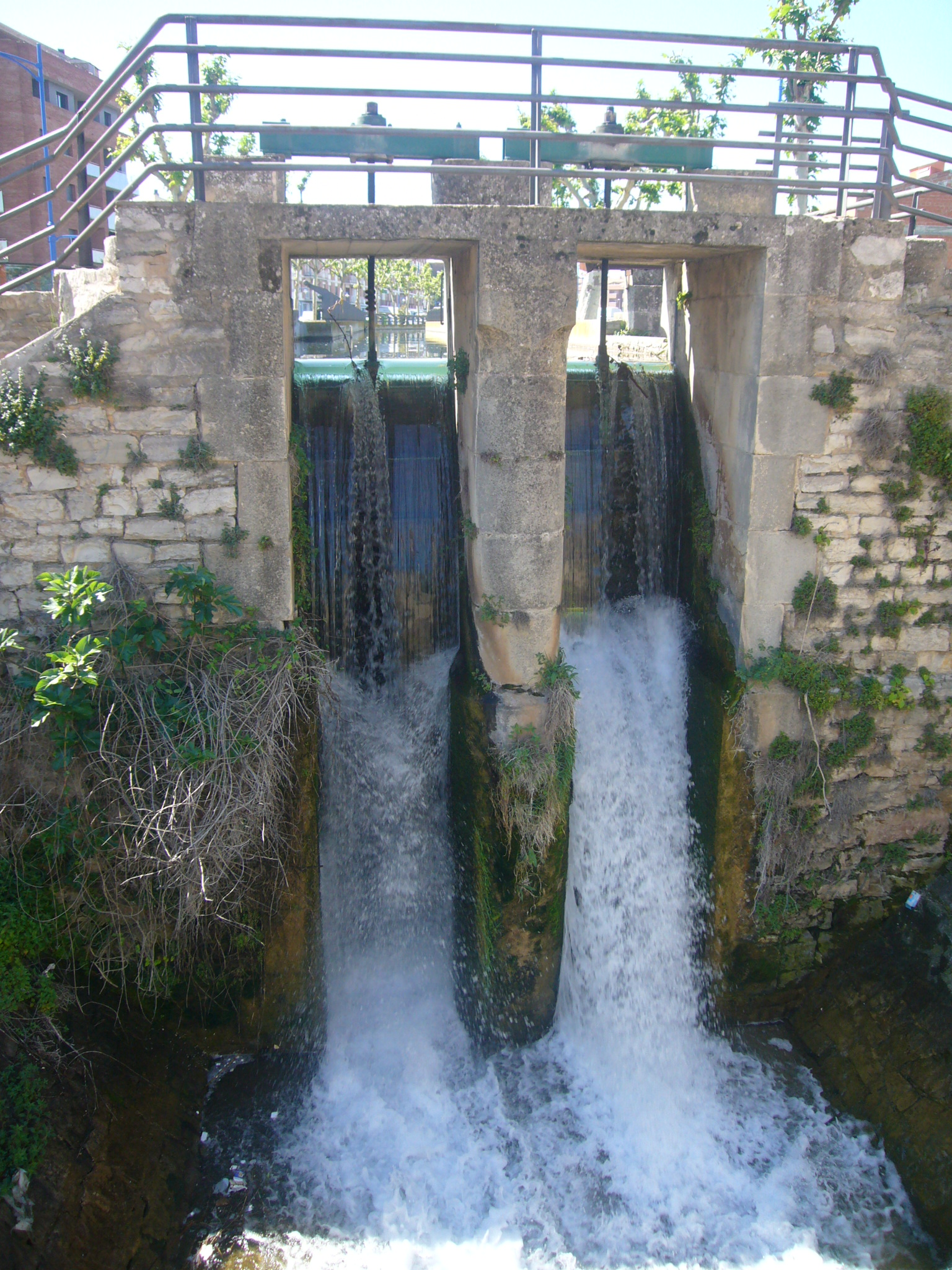
Resclosa del Canal d'Urgell davant la Casa Canal

### Història general
- Polo Silvestre, Miquel. Mollerussa - El naixement d'un lloc petit 1839-1888.  Mollerussa: Ajuntament de Mollerussa, 1999. OCLC 807071339.
- Polo Silvestre, Miquel. Mollerussa - De lloc petit a poble (1889-1938).  Mollerussa: Ajuntament de Mollerussa, 1997. OCLC 431785663.
- Polo Silvestre, Miquel. Mollerussa - De poble a ciutat (1939-1988), 1997. OCLC 807352658.
- Yeguas i Gassó, Joan. Mollerussa (Col·lecció La Creu de Terme, núm. 21).  Valls: Cossetània Edicions, 2003. ISBN 978-8496035157. OCLC 892299742.
- Badia i Vilà, Tomàs. Mollerussa detalls per a una història.  Barcelona-Sarrià: Parròquia de Mollerussa; Escola Gràfica Salesiana, 1976. ISBN 84-400-9749-2. OCLC 805696546.
- Gassió Mónico, Ramon. Conéixer Mollerussa.  Cultural Sud-Oest, 3 mar 2004. ISBN 978-8493374914.
- Domingo Coll, Jordi. Mollerussa el procés de construcció d'una ciutat rural (1940 - 1984).  Lleida: Diputació de Lleida: Ajuntament de Mollerussa, 1991. ISBN 84-87029-23-X. OCLC 434540889.
- Soldevila Roig, Jordi. Aigua, burgesia i catalanisme.: Mollerussa, la construcció d'una ciutat (1874-1936).  Lleida: Edicions de la Universitat de Lleida (Col·lecció Josep Lladonosa), 2015. ISBN 978-8484097464. OCLC 935257704.
- Rebolledo, Francesc. Personatges i història de Mollerussa a través dels seus carrers.  Mollerussa: Ajuntament de Mollerussa, Diputació de Lleida, 1996. ISBN 84-87029-80-9. OCLC 431888115.
- Cullerés Balagueró, Miquel Àngel; Polo Silvestre, Miquel; Ripoll Ballesté, Josep. Història Gràfica De Mollerussa.  Mollerussa: Ajuntament de Mollerussa, 1 dic 2004. ISBN 978-8460636922. OCLC 802962433.

### Temàtics
- Salmeron i Bosch, Carles. El Tren de Mollerussa: Historia del ferrocarril Mollerussa-Balaguer (Els Trens de Catalunya).  Terminus, 1988. ISBN 978-8440416254. OCLC 28424265.
- Polo Silvestre, Miquel; Polo Vives, Carme. Els vestits de paper a Mollerussa: 40 anys d'història.  Barcelona: Laia Libros, 18 jul 2012. ISBN 978-8493541149. OCLC 828694314.
- Polo Silvestre, Miquel; Polo Vives, Carme. 50 anys de vestits de paper a Mollerussa.  Mollerussa: Ajuntament de Mollerussa, 2015. ISBN 9788460835639. OCLC 960396088.
- Àngel Cullerés, Miquel. Cent anys de premsa periòdica a Mollerussa.  Mollerussa: Imprès a Arts Gràfiques Miquel Mollerussa 1998. Amb la col·laboració de l'Ajuntament de Mollerussa i de l'Institut d'Estudis Ilerdencs, 1998. OCLC 432445634.
- Polo Silvestre, Miquel; Ezquer, Josep Maria. Corals i orfeons a Mollerussa: 25 anys de l'Orfeó Renaixença, 2006. OCLC 803199493.
- Polo Silvestre, Miquel. Els Vuitanta anys de la història del futbol a Mollerussa : 1919-1999.  Mollerussa: Ajuntament de Mollerussa, 2001. OCLC 807107035.
- Polo Silvestre, Miquel. Fires i mercats de Mollerussa.  Mollerussa: Ajuntament de Mollerussa, 2003. OCLC 803557561.
- Piñol i Romero, Xavier; Solé i Martí, Esther. Cent anys de La Salle a Mollerussa : un segle d'educació al servei de les persones (1905-2005).  Lleida: Pagès ; Mollerussa : Col·legi La Salle Mollerussa, DL, 2006. ISBN 9788497793742. OCLC 803196425.